# Leonardo Conti
Pour les articles homonymes, voir Conti.
Leonardo Conti, né le 24 août 1900 à Lugano et mort par suicide le 6 octobre 1945 à Nuremberg, est un homme d'État allemand. Sous le Troisième Reich, il est le chef de la santé du Reich (en allemand : Reichsgesundheitsführer).

## Biographie
Leonardo Conti est le fils d'un père suisse (de Lugano) et d'une mère allemande, Nanna Conti, laquelle était la chef des sages-femmes du Reich de 1933 à 1945.
De 1919 à 1923, il étudie la médecine à l'université Humboldt de Berlin puis à l'université Friedrich-Alexander de Erlangen. Il devient militant du mouvement völkisch et cofonde un journal antisémite appelé Kampfbund. Il prend part au putsch de Kapp, en 1920. À partir de 1923, il est membre de la Sturmabteilung (SA), devenant leur premier médecin (un de ses patients est le jeune Horst Wessel, qui devient finalement un « martyr » du parti nazi). En 1925, il publie Über Weichteilplastik im Gesicht, un livre sur la chirurgie plastique du visage. En 1927, il abandonne ses activités habituelles et commence à organiser la Ligue national-socialiste des médecins allemands (NSDÄB, en allemand : Deutscher Nationalsozialistischer Ärztebund) à Berlin.
Il rejoint la Schutzstaffel (SS) et, en tant que « vieux combattant » du parti, il est nommé par Hermann Göring au Conseil d'État de Prusse. Conti occupe les postes de chef de la Chambre des médecins du Reich (en allemand : Reichsärztekammer), chef du NSDÄB et chef du Bureau principal de la santé du peuple. En 1939, il est nommé Reichsgesundheitsführer et secrétaire d'État auprès du ministre de l'Intérieur, Wilhelm Frick. En 1944, il est promu SS-Obergruppenführer (équivalent de général de corps d'armée).
Aussi, il est de 1937 à 1939 président de la Fédération internationale de médecine du sport. Le 1er juillet 1941, en tant que chef de la santé du Reich, il obtient la classification de la pervitine (cf. méthamphétamine) parmi les produits définis par la loi du Reich sur les opiacés. Il condamne l'usage privé de la pervitine mais ne remet pas en cause son utilisation à des fins militaires. Du 27 août 1941 à 1945, il est député d'une circonscription autrichienne au sein de la IVe législature.
Après la capitulation de l'Allemagne, Conti est jugé pour son implication dans le programme d'euthanasie Aktion T4 au procès des Médecins. Toutefois, il se suicide par pendaison le 6 octobre 1945, plus d'un mois avant le début du procès de Nuremberg.